# Life (Neil Young & Crazy Horse-album)
Life är ett musikalbum av Neil Young & Crazy Horse, utgivet 1987. Det var Youngs sista album på Geffen Records, varpå han återvände till Reprise inför nästföljande album. Det var också det första med Crazy Horse sedan 1981 års Re-ac-tor.
Större delen av albumet spelades in live i Universal Amphitheatre i Universal City, Kalifornien under 18-19 november 1986, med överdubbningar pålagda senare. Denna metod hade av Young tidigare även använts för Rust Never Sleeps från 1979.
Albumet blev som bäst 75:a på Billboard 200.

## Låtlista
Samtliga låtar skrivna av Neil Young.
1. "Mideast Vacation" - 4:22
2. "Long Walk Home" - 4:56
3. "Around the World" - 5:28
4. "Inca Queen" - 8:01
5. "Too Lonely" - 2:49
6. "Prisoners of Rock 'N' Roll" - 3:13
7. "Cryin' Eyes" - 2:52
8. "When Your Lonely Heart Breaks" - 5:17
9. "We Never Danced" - 3:38